# Mantius
Mantius is een geslacht van spinnen uit de familie springspinnen (Salticidae).

## Soorten
De volgende soorten zijn bij het geslacht ingedeeld:
- Mantius armipotens Peckham & Peckham, 1907
- Mantius difficilis Peckham & Peckham, 1907
- Mantius frontosus (Simon, 1899)
- Mantius ravidus (Simon, 1899)
- Mantius russatus Thorell, 1891